# Выродов, Иван Васильевич
Ива́н Васи́льевич Вы́родов  (1774 — 1842), русский писатель XVIII века; переводчик с немецкого языка, прозаик.

## Биография
Принадлежит белгородскому дворянскому роду Выродовых. Дед его — Андрей Никитич Выродов, военачальник, был губернатором Белгородской губернии; отец — капитан Василий Андреевич Выродов (1731-ок.1782), белгородский и харьковский дворянин, помещик — землевладелец и известный российский фабрикант, мать — Екатерина Ивановна Выродова (1739-1798), дочь коллежского советника Ивана Петровича Воейкова.
В двухлетнем возрасте был записан в лейб-гвардии Преображенский полк, позднее, в отставке майор Московского гренадерского полка. Образование получил окончив Московский университетский благородный пансион (ныне МГУ). В изданном пансионом сборнике «Полезное упражнение юношества» участвовал двумя литературными работами, переводами — «Благодеяние, восточная повесть» и «Опыт сыновней любви». Отдельно в 1789 году издана его работа (перевод) «Новейшие известия о Турецком государстве, по случаю войны между Россией, Австрией и Портою собранные».  . Его родной брат — Андрей Выродов — также учившийся в Московском благородной пансионе, опубликовал в издаваемых пансионом сборниках несколько своих литературных трудов, отдельно был издан его авторский сборник переводов с немецкого, — вошел в отечественную историю как русский писатель XVIII века.
В Родословной росписи, представленной потомками в Департамент герольдии Правительствующего Сената в 1791 году показан сержантом лейб-гвардии Преображенского полка.
По определению Харьковского Дворянского Депутатского Собрания, состоявшимся 15 января 1794 года внесён в VI часть дворянской родословной книги Харьковского дворянства [РГИА. Ф. 1343. Оп. 51. Д. 21] . 
Избирался дважды депутатом Дворянского собрания по Боровскому уезду Калужской губернии с 18.12.1803 по 24.12.1806 г.  и с 17.10.1814 по 16.12.1817 г. 
 .
Умер 10 декабря 1842 г., Москва, погребён в некрополе Донского монастыря Москвы (захоронение 38-4).